# Soga no Umako
Soga no Umako (jap. 蘇我馬子; † 626) war ein japanischer Aristokrat der Yamato-Zeit, welcher als Berater und Regent für mehrere japanische Kaiser fungierte.

## Herkunft und Familie
Soga no Umako war der Sohn des Soga no Iname. Seine Familie pflegte eine konsequente, dynastische Ehepolitik mit dem japanischen Herrscherhaus, weshalb er mit mehreren Kaisern verwandt war. Kaiser Sushun war sein Neffe, Kaiser Yōmei sein Schwiegersohn, dessen Sohn Shōtoku wiederum war wohl sein Enkel. Soga no Umako hatte weiterhin einen Sohn: Soga no Emishi.

## Wirken als Politiker
Soga no Umako nutzte die engen verwandtschaftlichen Verbindungen zu den Yamato zum Ausbau seiner Macht. Während der Thronwirren im Jahr 587 setzte er seinen Neffen Sushun als Kaiser durch: Hierzu tötete er angeblich zwei konkurrierende Prinzen. Nachdem er auch die rivalisierenden Adelssippen gewaltsam zurückgedrängt hatte, wirkte er als graue Eminenz aus dem Hintergrund heraus und kontrollierte jahrelang die Yamato-Regierung. 592 ermordete er auch Sushun, weil dieser zunehmend versuchte, unabhängig zu regieren. Unter Sushuns Nachfolgern sank die Macht Umakos zwar wieder, er besaß jedoch bis zu seinem Tod 626 einen gewissen Einfluss bei den Regierungsgeschäften.

## Förderer des Buddhismus
Soga no Umako galt zu Lebzeiten als ein aktiver Förderer und Patron des Buddhismus auf den japanischen Inseln. Es ist allerdings fraglich, ob er dies alleine aus spirituellen Gründen war. Vielmehr könnte er versucht haben, mit der neuen Religion die regierende Dynastie zu verdrängen und selbst den Thron des Landes zu besteigen, was ihm allerdings nie gelingen sollte.